# Ataxia
Ataxia war ein musikalisches Projekt des Gitarristen John Frusciante, des Bassisten Joe Lally und des Schlagzeugers Josh Klinghoffer. Im Januar 2004 nahmen die drei Musiker über einen Zeitraum von etwa zwei Wochen insgesamt zehn Musikstücke auf. Am 2. und 3. Februar 2004 traten die Musiker live in der Knitting Factory in Los Angeles auf. Danach löste sich das Projekt auf.
Die erste Hälfte der Aufnahmen veröffentlichten sie im August 2004 unter dem Titel Automatic Writing auf dem Label Record Collection. 2007 erschien der zweite Teil der Aufnahmen aus dem Jahr 2004 unter dem Albumtitel AW II. 2012 wurde das erste Album Automatic Writing als Schallplatte wiederveröffentlicht.
Der Bandname stammt aus dem Griechischen und bedeutet ‚ohne Ordnung‘. Der medizinische Ausdruck Ataxie war den Musikern bei der Wahl des Namens nicht bekannt und spielte somit für sie keine Rolle.

## Diskografie
- 2004: Automatic Writing (Re-Issue 2012)
- 2007: AW II